# Joachim Lietzmann
Joachim Lietzmann (* 1. September 1894 in Kiel; † 19. September 1959 in Hameln) war ein deutscher Vizeadmiral im Zweiten Weltkrieg und Marineattaché.

## Leben
Am 1. April 1911 trat Joachim Lietzmann in die Kaiserliche Marine ein. Er durchlief eine seemännische Grundausbildung auf dem Schulschiff Hansa. Nach dem Besuch der Marineschule Mürwik nahm er an Speziallehrgängen teil und bereitete sich auf seinen ersten Auslandseinsatz vor.
Am 15. Oktober 1913 trat Lietzmann die Reise nach Ostasien an. Im Dezember 1913 kam er in Tsingtau in der deutschen Kolonie Kiautschou an. Dort wurde er als Rollenoffizier auf dem Großen Kreuzer Gneisenau eingesetzt.
Mit Beginn des Ersten Weltkrieges befand sich die Gneisenau, dem Ostasiengeschwader unterstellt, auf Inspektionsfahrt bei Ponape im Stillen Ozean und konnte das weit entfernte Tsingtau nicht mehr erreichen. Der Verband erhielt Befehl, in Richtung Falklandinseln zu fahren und dort den internationalen Handelsverkehr zu stören. Die Gneisenau versenkte mehrere Schiffe. Anfang November 1914 nahm er am Seegefecht bei Coronel und am 8. Dezember 1914 am Seegefecht bei den Falklandinseln teil. Dabei kam es zur Selbstversenkung der Gneisenau, nachdem die Mannschaft alle Munition verschossen hatte. Mit den Überlebenden kam Lietzmann am 8. Dezember 1914 in Kriegsgefangenschaft. Hier verblieb er bis Anfang 1918, wurde aber nach seiner Ankunft in Europa nochmals bis Ende November 1918 in den Niederlanden interniert und anschließend bis Ende November 1919 beurlaubt. Während dieser Zeit wurde Lietzmann am 17. Mai 1919 mit Rangdienstalter vom 26. April 1917 zum Oberleutnant zur See befördert.
Lietzmann wurde am 27. August 1920 in der Reichsmarine Wachoffizier an Bord des Torpedobootes T 139 („Pfeil“). Für ein Jahr war er Chef der II. Flottille. Lietzmann besuchte ein Jahr lang bis Anfang 1922 die Torpedoschule in Flensburg-Mürwik. Im Februar 1922 wurde er zum Kapitänleutnant befördert und fungierte anschließend als Kompanieoffizier, als Flaggleutnant und als Kommandant im Bereich der Torpedoboot-Halbflottille.
1922 gab er sein Buch Auf verlorenem Posten. Unter der Flagge des Grafen von Spee heraus. Darin schildert er seine Erinnerungen und Erlebnisse aus der Zeit um 1914 an Bord des Kreuzers Gneisenau.
Lietzmann wurde Kommandant und ab 1925 zugleich 2. Admiralstabsoffizier im Stab des Befehlshabers der Seestreitkräfte der Nordsee. Nach weiteren zwei Jahren Fahrenszeit wurde er 1927 als Referent der Flottenabteilung im Marinekommandoamt der Marineleitung geholt, war dann abwechselnd Chef der 1. Torpedobootshalbflottille und erneut Referent in der Flottenabteilung, bis er am 1. Januar 1930 zum Korvettenkapitän befördert wurde. Ab 1931 wurde er erneut in die Marineleitung kommandiert, nun als Dezernent des Stabes, und übernahm ab 1933 den Posten als I. Admiralstabsoffizier im Stab des Befehlshabers der Aufklärungskräfte. Während dieser Zeit war er Mitherausgeber des propagandistisch angelegten Buches Unsere Marine im Weltkrieg.
Im Mai 1935 wurde er zum Fregattenkapitän befördert und ab November im Reichskriegsministerium zum Chef der Abteilung Inland bestimmt. Dieses Amt übte er bis März 1936 aus.  Von hier wechselte er  in die Abteilung Fremde Heere zur Einarbeitung in die für ihn vorgesehene Aufgabenstellung als Marineattaché. Die Empfehlung dafür kam von Admiral Erich Raeder. Im März reiste er nach Paris und übernahm ab 24. März 1936 in der deutschen Botschaft Paris das Amt. Am 1. Januar 1937 wurde er zum Kapitän zur See befördert. Sein Nachfolger wurde mit Wirkung des 1. Juni 1937 Kapitän zur See Ralf von der Marwitz. Am 24. August 1937 übernahm Lietzmann den Posten des Marineattaché in Tokio. Ab 1. Juni 1939 war er noch zusätzlich als Marineattaché für Mandschuko zuständig. Dieser Schritt folgte vor allem der Erwartung, dass sich die Militärstrategie Japans in Richtung des asiatischen Festlandes wenden könnte. In Tokio traf er auf Richard Sorge, welchen er später das Kriegstagebuch lesen ließ. Lietzmanns Dienst in Tokio endete am 30. März 1940 mit der Übergabe an seinen Vorgänger, den Konteradmiral Paul Wenneker.
Nach der Rückkehr nach Deutschland beteiligte sich Lietzmann an den Planungen für den „Fall Rot“, des am 10. Mai 1940 beginnenden Überfall auf Frankreich. Am 28. Mai 1940 wurde er Chef des Stabes beim Kommandierenden Admiral West, ab Juni 1940 Kommandierender Admiral Frankreich. Am 1. Januar 1941 zum Konteradmiral befördert übte er diesen Posten bis April 1942 aus. Am 28. April 1942 wurde Lietzmann Befehlshaber des Ausbildungsverbands der Flotte. Im März 1943 wurde er für sechs Monate Küstenbefehlshaber Pommern, um im September 1943 den nach dem Waffenstillstand von Cassibile neu geschaffenen Posten Kommandierender Admiral Adria zu übernehmen. Fast gleichzeitig mit dem Dienstantritt im Oktober erfolgte seine Beförderung zum Vizeadmiral. Im Juli 1944 wurde er vom Vizeadmiral Werner Löwisch vertreten. Ende 1944 wurde die Dienststelle auf Grund des Kriegsverlaufs aufgelöst. Lietzmann wurde Admiral z.b.V. Südost und ging als solcher in Kriegsgefangenschaft, aus der er im Juni 1947 entlassen wurde.
Er wanderte zunächst nach Argentinien aus, kehrte jedoch vor seinem Tode am 19. September 1959 in Hameln nach Deutschland zurück.

## Veröffentlichungen
- Auf verlorenem Posten. Unter der Flagge des Grafen von Spee. Lhotzky Verlag, München 1922.
- Unsere Marine im Weltkrieg. weitere Autoren: Fritz Otto, Forstner, Georg von Günther, Lorey, Hermann, Heinz Hintzmann, Keilhack, Küster, Lietzmann, Zimmermann, Fritz; Brunnen Verlag Berlin, 1933